# Ángel Juan Manni
Ángel Juan Manni (Buenos Aires, 19 de febrero de 1900-ibídem, 10 de febrero de 1999) fue un militar argentino. Perteneció al Ejército Argentino y alcanzó la jerarquía de general de división. Entre sus mandos se destacan la Jefatura del Estado Mayor de Coordinación, la dirección del Colegio Militar de la Nación. Fue uno de los altos mandos participantes en la Revolución Libertadora, cuyo fin fue el de derrocar a Juan Domingo Perón.

## Biografía
Nació en Buenos Aires el 19 de febrero de 1900. Ingresó al Colegio Militar de la Nación, de donde se recibió como Subteniente del arma de Infantería. Se casó con Laura Regueiro, del matrimonio nacieron dos hijos. Siendo teniente coronel, se desempeñó como agregado militar en Chile.
Al regreso de Chile, ocupó diversos cargos de importancia en el país, entre ellos, la dirección de personal del Ejército y del Colegio Militar. Fue instructor de infantería de aquella institución, y entre sus alumnos se encontraban Héctor Ríos Ereñú, quien luego sería jefe del Ejército, y lo nombró —una vez retirado— decano del arma de Infantería en 1987.
En el año 1955 se desempeñaba como Secretario de Defensa de la Nación y Jefe del Estado Mayor de Coordinación, desde tuvo activa participación en la organización del golpe de Estado contra Juan Domingo Perón. Tras el éxito del golpe, y luego de unos meses en disponibilidad, solicitó su baja.
En septiembre de 1955 durante el golpe de Estado fue miembro de la Junta Militar que tramitó la transferencia del poder a la Revolución Libertadora. Manni fue uno de los cuatro delegados de la Junta Militar que negoció con los delegados del Comando Revolucionario a bordo del crucero ARA 17 de Octubre en aguas de Buenos Aires.
Sus restos descansan en el cementerio de Zárate.